# Adelio Dell'Oro
Adelio Dell'Oro (Milão, Itália, 31 de julho de 1948) é bispo de Karaganda.
Adelio Dell'Oro entrou no seminário para meninos da Arquidiocese de Milão em 1959 e no seminário para sacerdotes em 1967. Ele recebeu o Sacramento da Ordem em 28 de junho de 1972.
Além de várias tarefas na pastoral paroquial, trabalhou como professor de religião em várias escolas de 1974 a 1997. Em 1997 foi para o Cazaquistão como sacerdote fidei donum. Aqui ele foi, entre outras coisas, espiritual no seminário interdiocesano em Karaganda e diretor da Caritas Cazaquistão. De 2007 a 2009 foi pároco na Arquidiocese de Astana e empregado na Nunciatura Apostólica no Cazaquistão. De 2010 a 2012 esteve de volta à Itália, onde foi, entre outras coisas, assistente do movimento Comunione e Liberazione na Arquidiocese de Milão.
Em 7 de dezembro de 2012, o Papa Bento XVI o nomeou Bispo titular de Castulo e nomeou-o Administrador Apostólico de Atyrau. O Arcebispo de Milão, Cardeal Angelo Scola, o consagrou bispo em 2 de março de 2013; Os co-consagradores foram o arcebispo sênior de Milão, o cardeal Dionigi Tettamanzi, o arcebispo de Astana, Tomasz Peta, e o núncio apostólico no Cazaquistão, o arcebispo Miguel Maury Buendia.
O Papa Francisco o nomeou Bispo de Karaganda em 31 de janeiro de 2015. Ele manteve o cargo de administrador de Atyrau até que Dariusz Buras foi nomeado como o novo administrador.